# Just Spee
Just Spee (Haarlem, 12 januari 1965) is een Nederlands bedrijfseconoom en (sport)bestuurder. Van 2019 tot 2024 was hij bondsvoorzitter van de Koninklijke Nederlandse Voetbalbond (KNVB).

## Biografie

### Algemeen
Spee studeerde econometrie aan de Vrije Universiteit van Amsterdam. Na zijn afstuderen begon hij zijn carrière in 1988 bij Procter & Gamble, waar hij verschillende rollen had in het financieel management in onder andere Rotterdam, Brussel, Cincinnati en Frankfurt. Daarna had hij managementfucties bij Philips en Rothmans. Tussen 2005 en 2012 was Spee in dienst bij Alvarez & Marsal Europe. Via deze organisatie was hij interim Financieel Directeur voor Dorint, Visiocorp en Vitens, en kwam hij in 2010 als interim Financieel Directeur binnen bij televisieproductiebedrijf Endemol. In 2011 nam hij er samen met Marco Bassetti tevens de taken van Algemeen Directeur waar, een rol die hij in 2012 officieel kreeg toegewezen. In 2015 ging hij in dezelfde rol aan de slag bij Stage Entertainment, nadat de fusie van Endemol met het Britse Shine hem dwong om bij Endemol te vertrekken. Vanwege hartklachten zag Spee zich genoodzaakt deze functie na een jaar neer te leggen, en te zoeken naar een opvolger.

### Voetbal
Op jongere leeftijd voetbalde Spee bij amateurvoetbalclub Koninklijke HFC in Haarlem, een club waar hij op latere leeftijd verschillende bestuursfuncties zou vervullen, waaronder die van penningmeester. Hij speelde ten minste een keer mee in de traditionele Nieuwjaarswedstrijd tegen oud-internationals.
Eind mei 2019 werd Spee benoemd tot bondsvoorzitter van de KNVB als opvolger van Michael van Praag. Op 17 december 2019 trad hij officieel in functie. Zijn benoeming werd gezien als een trendbreuk, omdat hij niet uit het Nederlands betaald voetbal afkomstig was zoals zijn voorgangers Michael van Praag en Jeu Sprengers. De keuze voor Spee werd mede ingegeven door zijn internationale ervaring en zijn netwerk binnen de mediawereld. Ook had Spee in zijn tijd bij Endemol vijf jaar lang in de Raad van Commissarissen gezeten van de Eredivisie Media & Marketing CV. In die hoedanigheid had hij samengewerkt met de KNVB ten behoeve van de exploitatie van de commerciële rechten van de eredivisieclubs.
Spee werd in april 2021 gekozen in het Executive Committee, het hoogste uitvoerende orgaan van de UEFA.
In september 2023 kondigde hij aan zijn werkzaamheden als bondsvoorzitter om gezondheidsredenen neer te leggen.

### Nevenfuncties
Spee zit in acht raden van toezicht, waaronder die van het Onze Lieve Vrouwe Gasthuis in Amsterdam (sinds 2018), Brunel International, Stage Entertainment, CTS Inventim, ADG Diensten Groep, Unicef Nederland en Duinrell. Ook was hij mentor bij Future Female Leaders.